# Ensemble La Rose
L'Ensemble La Rose è un coro polifonico ad organico femminile con sede a Piovene Rocchette (Vicenza), fondato nel 2004 e diretto da Jose Borgo fino al 2020. Dal 2021 la direzione è stata affidata a Serena Peroni.

## Storia
Si è costituito nel settembre 2004 come naturale proseguimento dell'attività di coro di voci bianche.  Diretto fin dalla sua fondazione dalla mezzosoprano Josè Borgo, nel suo progressivo ampliamento conta di approfondire la conoscenza delle più significative espressioni della polifonia sacra e profana soprattutto contemporanea; il repertorio comprende composizioni di autori come Javier Busto, John Rutter, Piotr Janczak, Benjamin Britten.
Il coro si è esibito al concorso nazionale di Quartiano, alla Rassegna Internazionale di Canto Corale di Mel, ha ottenuto inoltre il Gran Premio della Coralità veneta. Nel dicembre 2008 si è classificato al 2º posto al Gran Premio Corale Nazionale "Francesco Marcacci" che si è tenuto a Montorio Al Vomano (TE), aggiudicandosi anche il Premio Speciale Della Giuria Popolare. nel 2012 ha vinto il 1º premio cat. polifonia e Gran Premio Efrem Casagrande al Concorso Corale Nazionale di Vittorio Veneto.
Nel 2015 ha inciso il suo primo CD "Novecento".
Dal 2021 la direttrice è Serena Peroni.